# Eupithecia gravosata
Eupithecia gravosata là một loài bướm đêm trong họ Geometridae.